# 曉劇場
曉劇場是關注台灣當代社會議題的小型劇團，2006年創立，主要創辦人為導演鍾伯淵、執行製作李孟融、行政葉育伶等三位。多年來曉劇場與社區居民互動，並且從萬華在地的故事發想創作。原劇場先是在台北士林，後因租金考量，搬遷至新北市萬華，進行當代的各種文學議題的發想與再創，同時也針對艋舺本身的在地故事和居民議題創作（諸如萬華性工作者、龍山寺附近遊民的生命故事）。2019年，曉劇場將關注投注於舞蹈藝術，舉辦「艋舺國際舞蹈節」，至2025年已經舉辦到第7屆。2022年起，曉劇場搬遷至糖廍文化園區並以萬座曉劇場為主要展演場域。

## 外部連結
- 曉劇場官網